# Campionati jugoslavi di sci alpino 1974
Ai Campionati jugoslavi di sci alpino 1974 furono assegnati i titoli di discesa libera, slalom gigante e slalom speciale, sia maschili sia femminili, e di combinata femminile.

## Risultati
| Specialità      | Uomini        | Donne      |
| --------------- | ------------- | ---------- |
| Discesa libera  | Andrej Koželj | Tanja Svet |
| Slalom gigante  | Dušan Javnik  | Irena Jež  |
| Slalom speciale | Dušan Gorišek | Irena Jež  |
| Combinata       | non assegnato | Irena Jež  |